# Omul
Der Omul oder Baikal-Omul (Coregonus migratorius, in der Landessprache Омуль байкальский) ist ein Vertreter der artenreichen Gattung Coregonus innerhalb der Lachsfische (Salmonidae). Er lebt ausschließlich im Baikalsee sowie in einigen angeschlossenen Gewässern (Kitschera, Angara, Tschiwyrkui, Bargusin, Selenga) und im Chöwsgöl Nuur. Entsprechend handelt es sich um eine endemische Art der Region.

## Unterarten
Vom Omul werden drei verschiedene morphologische Formen unterschieden, bei denen bislang nicht geklärt werden konnte, ob sie genetisch isolierte Populationen darstellen. Es gibt hierzu zwar Untersuchungen von Burnham-Curtis et al. (2002), allerdings konnten keine genetischen Marker lokalisiert werden. Die Autoren betonen jedoch, dass es deutliche Hinweise dafür gibt, dass sich die morphologische Variation durch eine Zonenverteilung des Omuls innerhalb des Baikalsees erklären lässt, der aus drei Becken besteht.

## Lebensweise
Der Omul ernährt sich von Plankton und kleineren Tieren.

## Nutzung

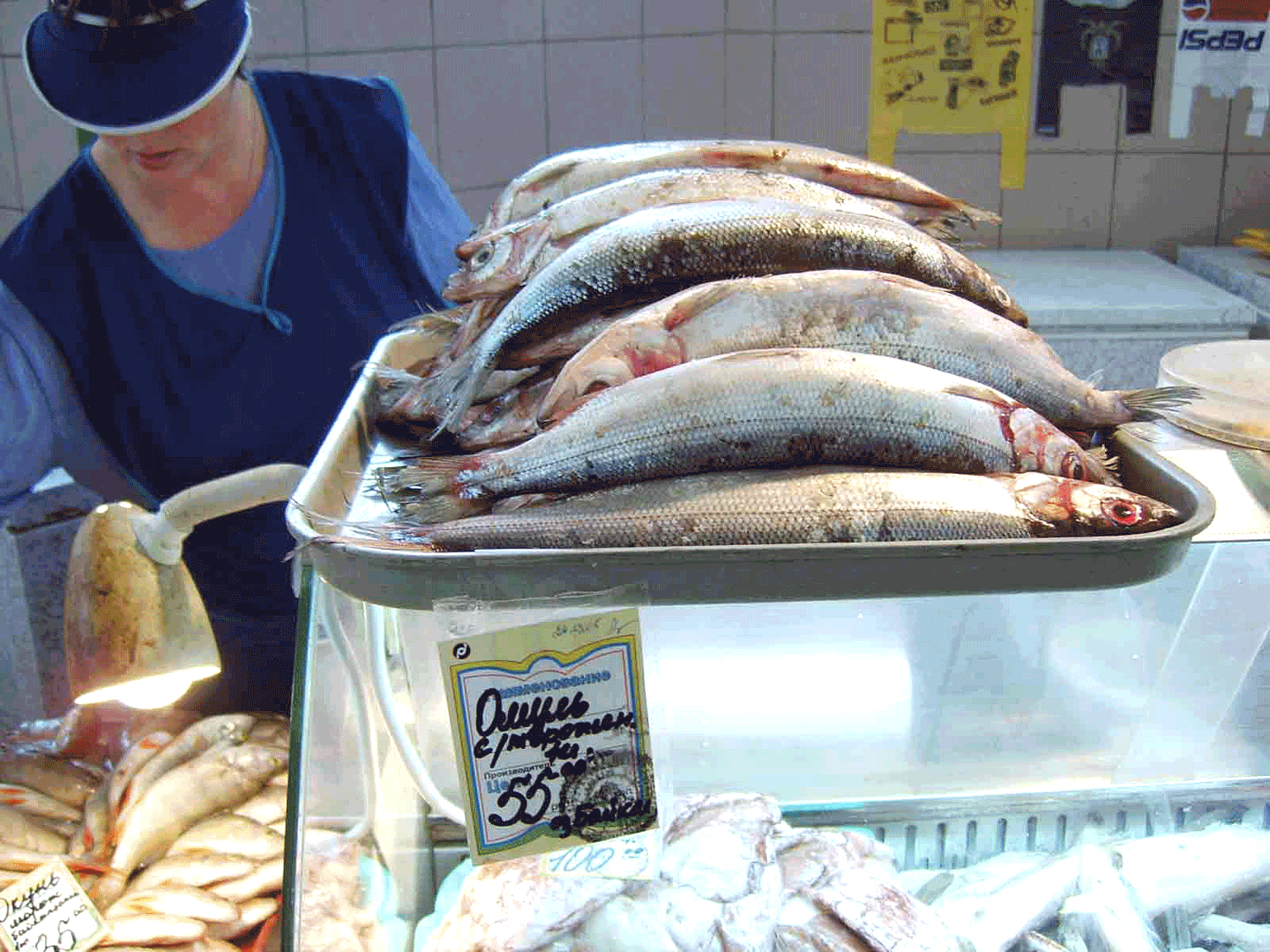
Verkauf von Omul als Speisefisch

Er stellt einen wichtigen Speisefisch für die Region dar und bildet vor allem für die ländliche Bevölkerung oft die Lebensgrundlage. Wie die meisten anderen Vertreter der Gattung Coregonus ist er wohlschmeckend und wird in jeder denkbaren Zubereitungsart verspeist. Auch der Omulkaviar gilt als Delikatesse. Neben dem Verzehr rund um den See ist auch der Export nach Westrussland von Bedeutung.

## Weblinks

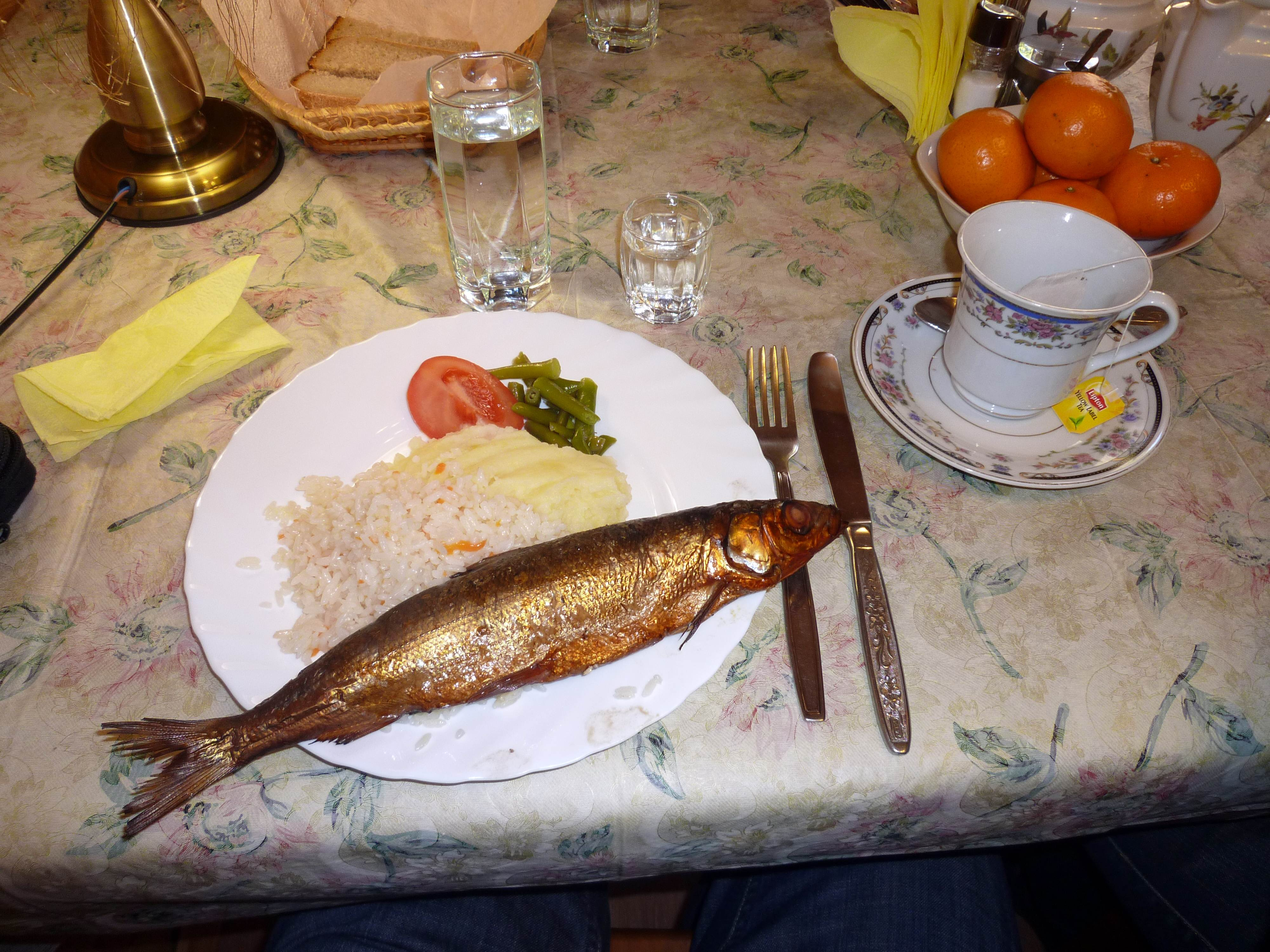
Geräucherter Omul mit Beilagen in einer Pension am Baikalsee.